# Südmüritz
Südmüritz ist eine Gemeinde im Südwesten des Landkreises Mecklenburgische Seenplatte in Mecklenburg-Vorpommern, die zum 26. Mai 2019 durch den Zusammenschluss der Gemeinden Ludorf und Vipperow entstanden ist. Die Gemeinde wird vom Amt Röbel-Müritz mit Sitz in der Stadt Röbel/Müritz verwaltet. Im Vorfeld der Gemeindegründung waren auch die Namen „Müritz-Süd“ und „Kranichort/Müritz“ im Gespräch.
Zu Südmüritz gehören auch Gneve (Ortsteil von Ludorf), Zielow (Ortsteil von Ludorf) und Solzow (Ortsteil von Vipperow).

## Geografie
Die Gemeinde liegt südöstlich von Röbel/Müritz am Südwestufer der Müritz, auf die sie sich mit ihrem Namen bezieht. Das Gemeindegebiet reicht vom nördlichen Teil des Müritzarms im Süden bis zu den zwei in die Müritz ragenden Landzungen Steinhorn und Großer Schwerin, die beide unter Naturschutz stehen, im Norden. Außerdem ist der Südteil der Müritz selbst Teil der Gemeinde.

## Gemeindevertretung und Bürgermeister
Die Gemeindevertretung besteht (inkl. Bürgermeister) aus elf Mitgliedern. Die Wahl zur Gemeindevertretung am 26. Mai 2019 hatte folgende Ergebnisse:
| Partei/Bewerber         | Prozent | Sitze |
| ----------------------- | ------- | ----- |
| Wählergruppe Südmüritz  | 65,83   | 7     |
| Einzelbewerber Schröder | 13,25   | 1     |
| CDU                     | 11,51   | 1     |
| Einzelbewerber Wißler   | 5,09    | 1     |

Bürgermeister der Gemeinde ist Andreas Bau, er wurde mit 67,37 % der Stimmen gewählt.

## Sehenswürdigkeiten
Zu den Sehenswürdigkeiten der Gemeinde Südmüritz zählen neben dem Gutshaus Ludorf von 1698 mit Park die Dorfkirche Ludorf, ein frühgotischer Backsteinbau, die Dorfkirche Vipperow, eine Feldsteinkirche, und die Dorfkirche Zielow, ein Fachwerkbau.
Darüber hinaus gibt es zahlreiche denkmalgeschützte Wohn- und Wirtschaftsgebäude sowie eine Gutsanlage in Solzow.

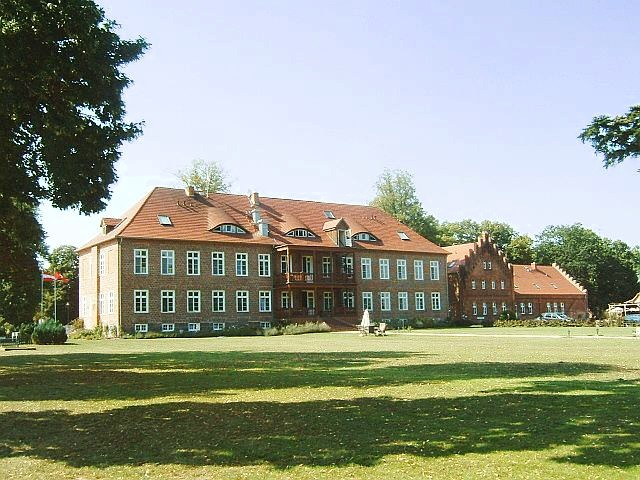
Gutshaus Ludorf
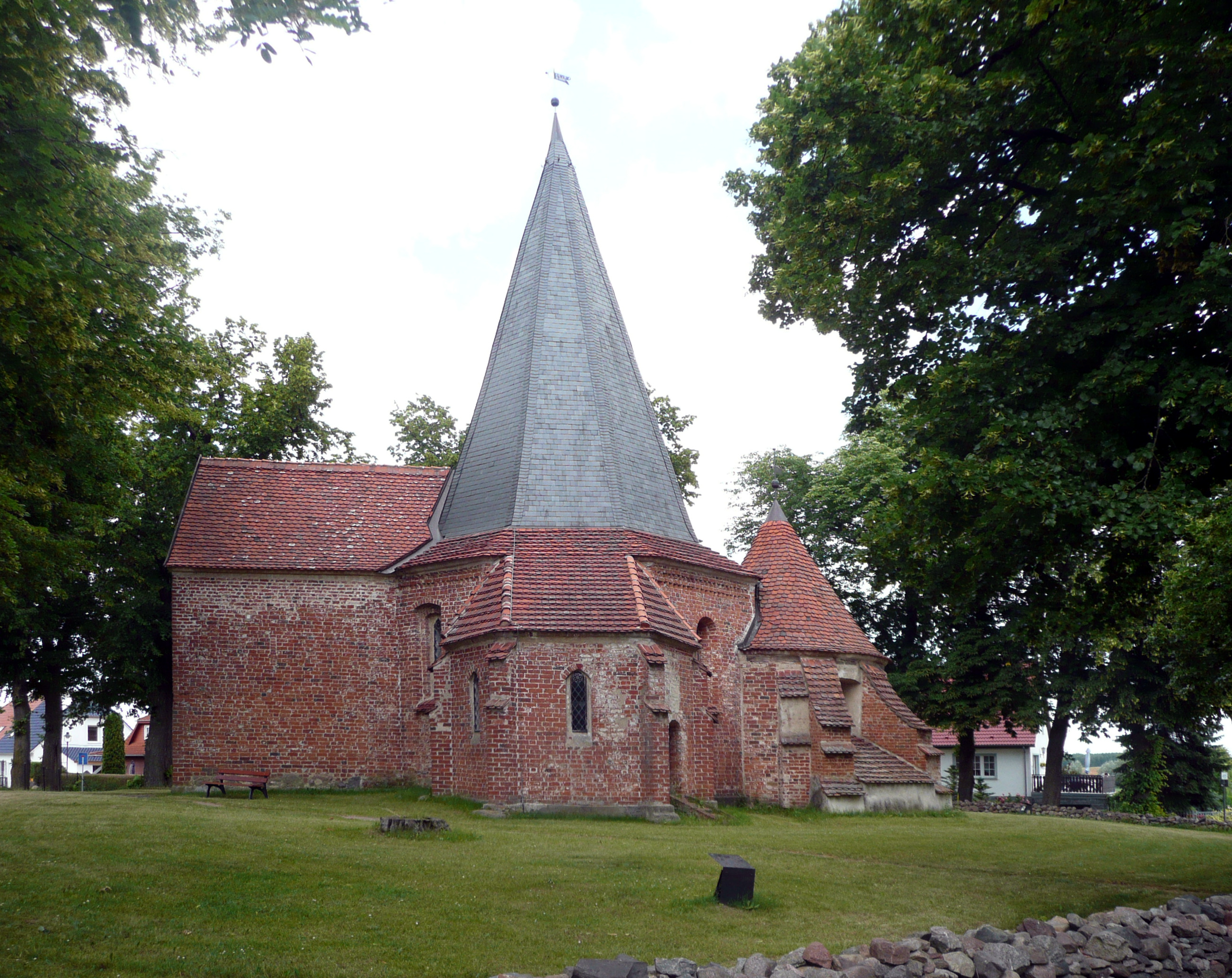
Dorfkirche Ludorf
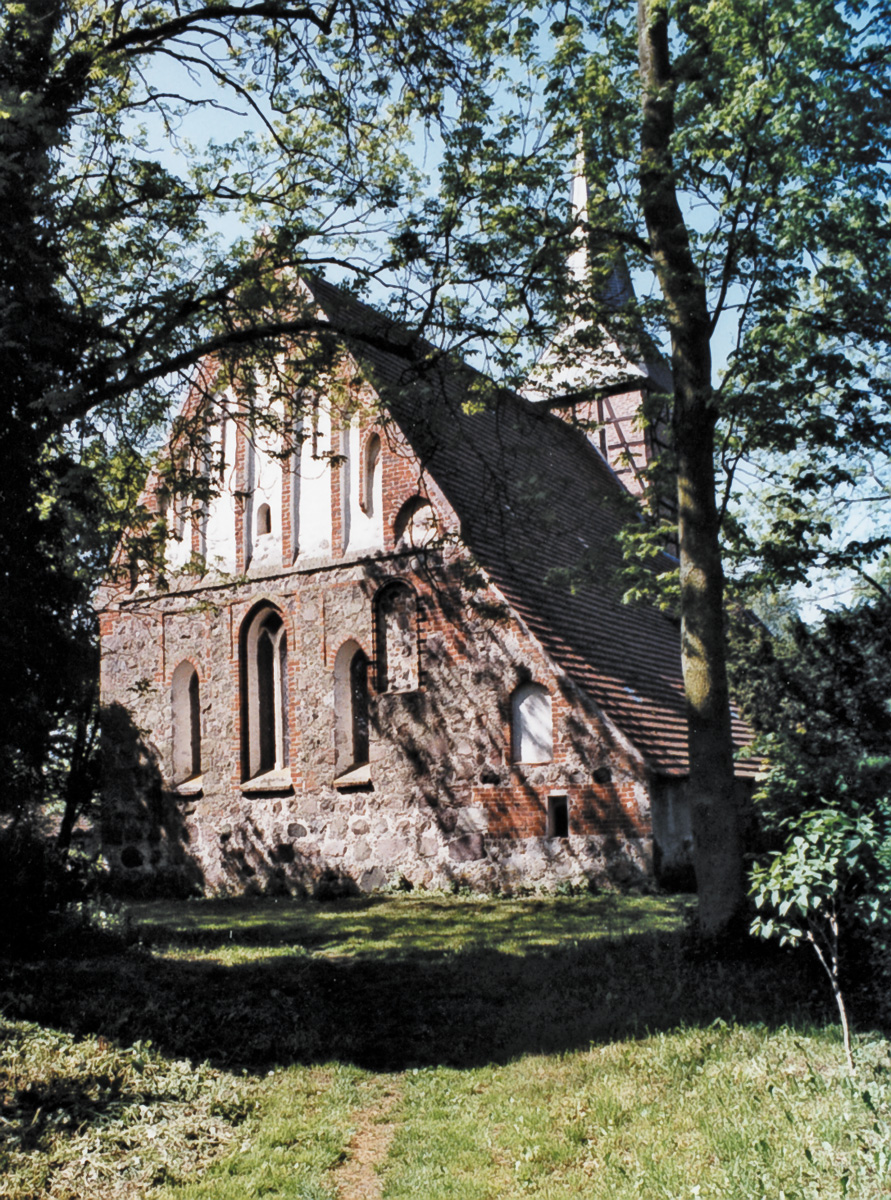
Dorfkirche Vipperow
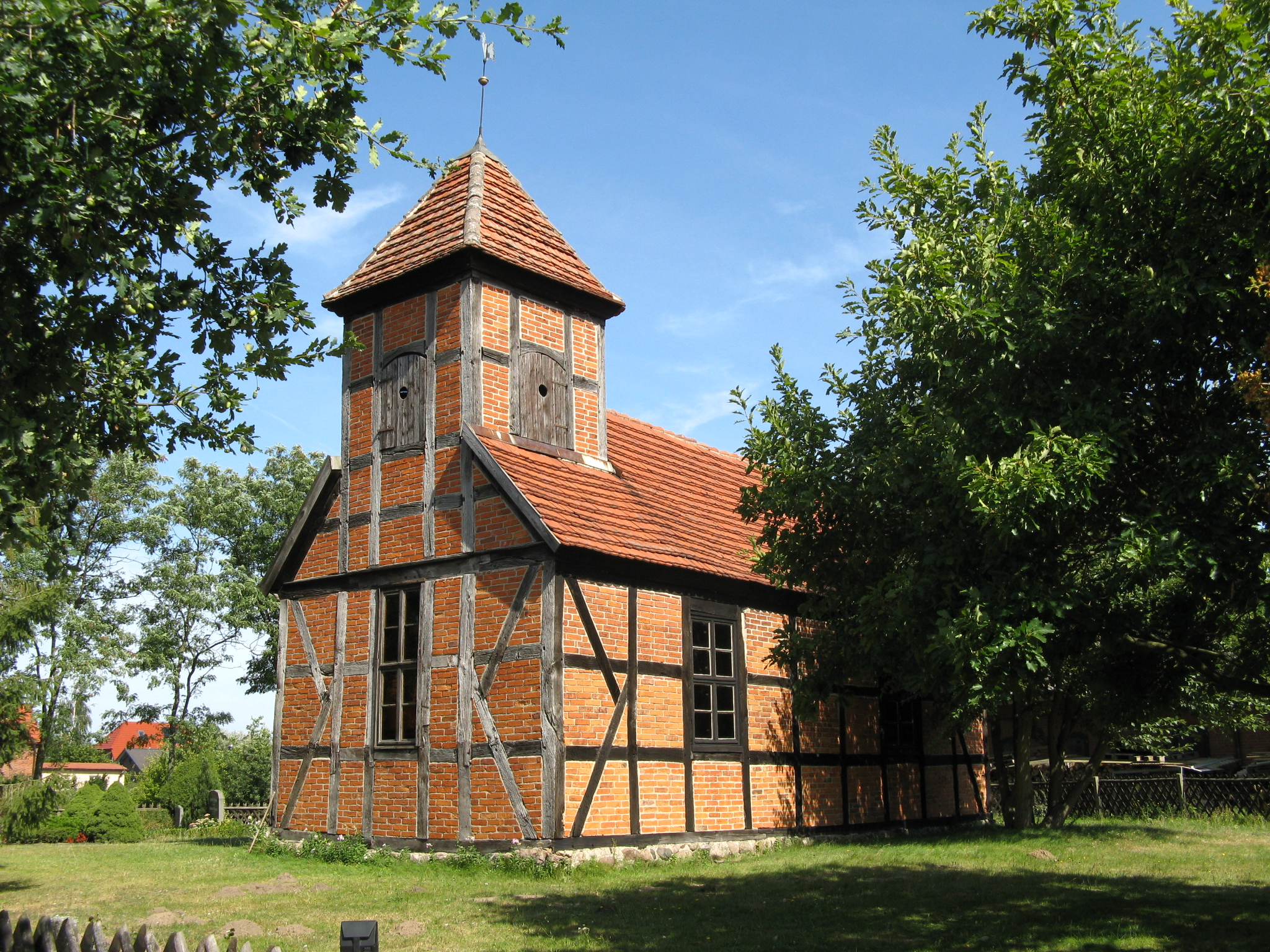
Dorfkirche Zielow

## Verkehr
Vipperow liegt an der Bundesstraße 198 von Plau am See nach Neustrelitz. Die Bundesstraße ist die wichtigste West-Ost-Verbindung im Süden des Landkreises Mecklenburgische Seenplatte. Andere Ortsteile sind über die Kreisstraße 16 zu erreichen. Nächste Autobahnanschlussstelle ist Röbel/Müritz an der A 19 rund 16 Kilometer westlich von Vipperow. Der nächste Bahnhof befindet sich in Mirow an der Bahnstrecke Neustrelitz–Mirow.